# 가미미노치군

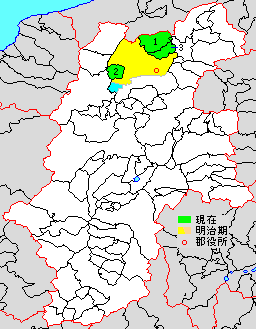
가미미노치군의 위치

가미미노치군(일본어: 上水内郡, かみみのちぐん)은 일본 나가노현의 군이다.
인구 18,836명, 면적 282.41km², 인구밀도 66.7명/km².(2025년 3월 1일, 추계인구)
이하 2정 1촌으로 구성된다
- 이즈나정(飯綱町)
- 시나노정(信濃町)
- 오가와촌(小川村)

## 군역
1879년 행정 구역으로 출범할 당시의 군역은 위의 2정 1촌 외에 나가노시의 일부를 더한 구역에 해당한다.

## 역사

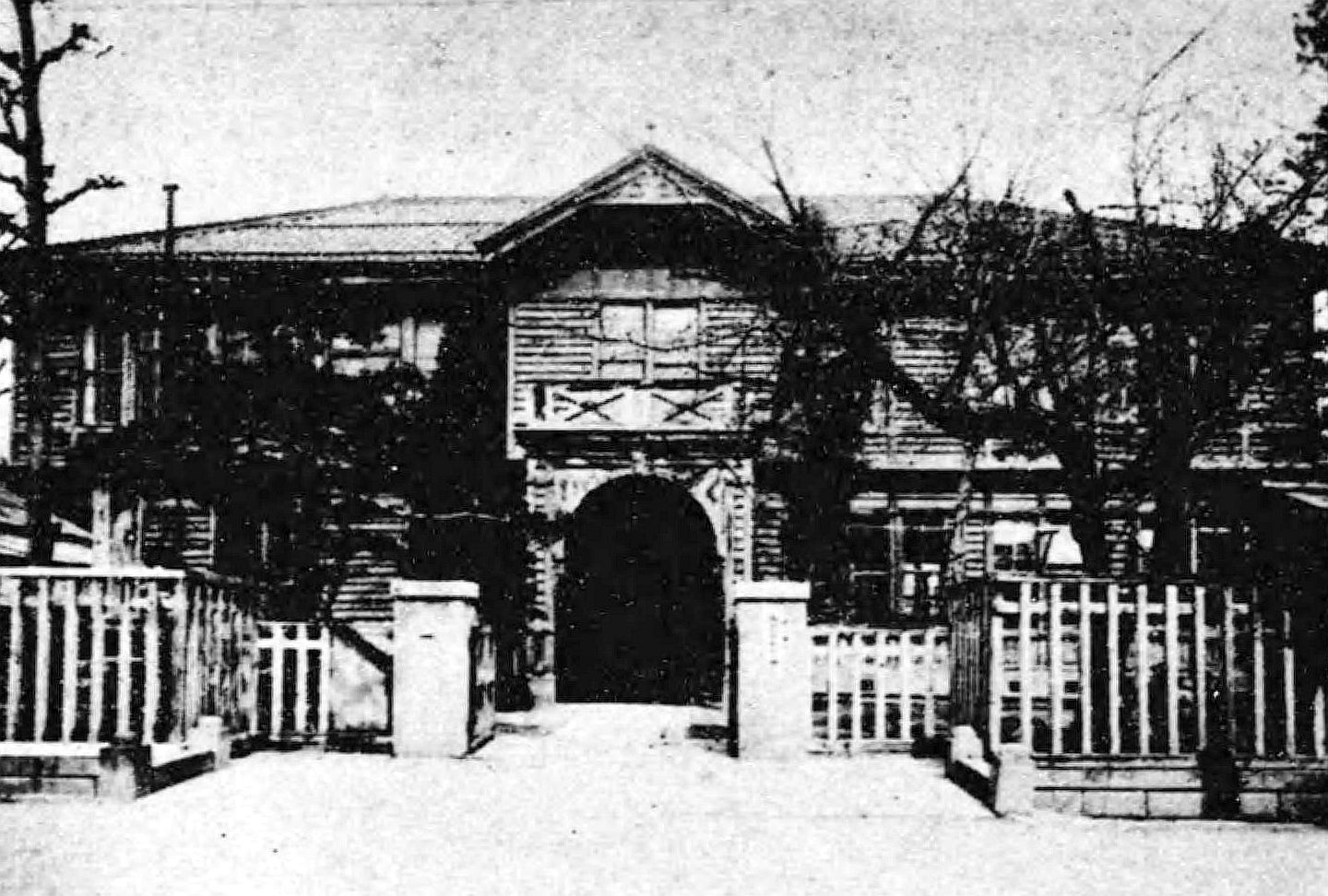
가미미노치군 사무소

- 1879년 1월 4일 - 군구정촌 편제법이 나가노현에서 시행되면서, 미노치군 중 일부 구역으로 가미미노치군이 발족.

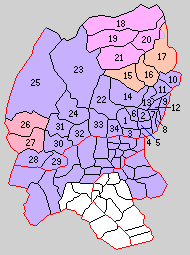
1.나가노정 2.요시다촌 3.세리타촌 4.마메지마촌 5.고마키촌 6.미와촌 7.아사히촌 8.야나기하라촌 9.나가누마촌 10.도리이촌 11.가미사토촌 12.후루사토촌 13.와카쓰키촌 14.아사카와촌 15.다카오카촌 16.무레촌 17.사미즈촌 18.시나노지리촌 19.가시와바라촌 20.후루마촌 21.후지사토촌 22.이모이촌 23.도가쿠시촌 24.시가라미촌 25.기나사촌 26.기타오가와촌 27.미나미오가와촌 28.쓰와촌 29.미노치촌 30.사카에촌 31.히사토촌 32.나니아이촌 33.오타기리촌 34.아모리촌 (보라:나가노시 분홍:시나노정 빨강:오가와촌 등색:이즈나정)

- 1889년 4월 1일 - 정촌제 시행으로, 아래의 정촌이 발족.(1정 33촌)
  - 나가노정(長野町), 세리타촌(芹田村), 마메지마촌(大豆島村), 고마키촌(古牧村), 미와촌(三輪村), 요시다촌(吉田村), 아사히촌(朝陽村), 야나기하라촌(柳原村), 나가누마촌(長沼村), 도리이촌(鳥居村), 가미사토촌(神郷村), 후루사토촌(古里村), 와카쓰키촌(若槻村), 아사카와촌(浅川村): 현 나가노시
  - 다카오카촌(高岡村), 무레촌(제1차)(牟礼村), 사미즈촌(三水村): 현 이즈나정
  - 시나노지리촌(信濃尻村), 가시와바라촌(柏原村), 후루마촌(古間村), 후지사토촌(富士里村): 현 시나노정
  - 이모이촌(芋井村), 도가쿠시촌(戸隠村), 시가라미촌(柵村), 기나사촌(鬼無里村): 현 나가노시
  - 기타오가와촌(北小川村), 미나미오가와촌(南小川村): 현 오가와촌
  - 쓰와촌(津和村), 미노치촌(水内村), 사카에촌(栄村), 히사토촌(日里村), 나니아이촌(七二会村), 오타기리촌(小田切村), 아모리촌(安茂里村): 현 나가노시
- 1890년 5월 17일 - 무레촌(제1차)이 나카사토촌(中郷村)으로 개칭.
- 1897년 4월 1일 - 나가노정이 시제 시행으로 나가노시(長野市)가 되어, 군에서 이탈.(33촌)
- 1914년 4월 1일 - 요시다촌이 정제 시행으로 요시다정(吉田町)이 됨.(1정 32촌)
- 1923년 7월 1일 - 요시다정·세리타촌·미와촌·고마키촌이 나가노시에 편입.(29촌)
- 1954년
  - 4월 1일(18촌)
    - 쓰와촌·미노치촌이 합병하여, 구메지촌(久米路村)이 발족.
    - 후루사토촌·야나기하라촌·아사카와촌·마메지마촌·아사히촌·와카쓰키촌·나가누마촌·아모리촌·오타기리촌·이모이촌이 나가노시에 편입.

  - 7월 1일 - 도리이촌·가미사토촌이 합병하여, 도요노촌(豊野村)이 발족.(17촌)
  - 10월 1일 - 구메지촌이 정제 시행과 개칭으로 신정(新町)이 됨.(1정 16촌)
- 1955년
  - 1월 1일 - 도요노촌이 정제 시행으로 도요노정(豊野町)이 됨.(2정 15촌)
  - 2월 1일(2정 14촌)
    - 히사토촌의 일부가 기나사촌에 편입.
    - 사카에촌 및 히사토촌의 잔여부가 합병하여, 나카조촌(中条村)이 발족.

  - 3월 31일 - 신정이 사라시나군 히하라촌·노부시나촌과 합병하여 신슈신정(信州新町)이 발족.
  - 4월 1일(2정 12촌)
    - 다카오카촌·나카사토촌이 합병하여, 무레촌(牟礼村)(제2차)이 발족.
    - 미나미오가와촌·기타오가와촌이 합병하여, 오가와촌(小川村)이 발족.

  - 7월 1일 - 가시와바라촌·후지사토촌이 합병하여, 시나노촌(信濃村)이 발족.(2정 11촌)
- 1956년
  - 1월 1일 - 사미즈촌의 일부가 후루마촌에 편입.
  - 9월 30일(3정 8촌)
    - 시나노촌·후루마촌·시나노지리촌이 합병하여, 시나노정(信濃町)이 발족.
    - 신슈신정이 사라시나군 마키사토촌의 일부를 편입.
- 1957년 8월 1일 - 도가쿠시촌·시가라미촌이 합병하여, 새로이 도가쿠시촌이 발족.(3정 7촌)
- 1959년 4월 1일 - 신슈신정이 기타아즈미군 야사카촌의 일부(左右)を編入.
- 1966년 10월 16일 - 나니아이촌이 나가노시·시노노이시·사라시나군 가와나카지마정·신코촌·고호쿠촌·하니시나군 마쓰시로정·가미타카이군 와카호정과 합병하여, 새로이 나가노시가 발족, 군에서 이탈.(3정 6촌)
- 2005년
  - 1월 1일 - 도요노정·기나사촌·도가쿠시촌이 나가노시에 편입.(2정 4촌)
  - 10월 1일 - 무레촌·사미즈촌이 합병하여, 이즈나정(飯綱町)이 발족.(3정 2촌)
- 2010년 1월 1일 - 신슈신정·나카조촌이 나가노시에 편입.(2정 1촌)

## 같이 보기
- 미노치군
- 시모미노치군